# 丰盛生命基督教学校
丰盛生命基督教学校（Abundant Life Christian School，ALCS）是一所私立教会学校，位于美国威斯康星州麦迪逊。它是麦迪逊地区最大的私立学校之一，1978年由湖城教会（Lake City Church）的沃伦·赫克曼牧师创立。 这是一所社区基督教学校，面向各种教会背景的家庭。它是一所K–12学校，与市教会（City Church）以及Campus for Kids（一个涵盖从婴儿到幼儿园的儿童保育中心）共用面积28英亩的校园。这三个机构关系密切，但是学校的学生和教职员工来自50 多个教会，以及麦迪逊及周边的许多社区。

## 2024 年枪击事件
2024年12月16日，该校发生了大规模枪击事件。袭击造成两人死亡，其中一人是老师，另一人是学生；另有六人受伤。凶手是15岁的学生娜塔莉·鲁普诺，已当场开枪自杀。